# Héctor Aguilar Camín

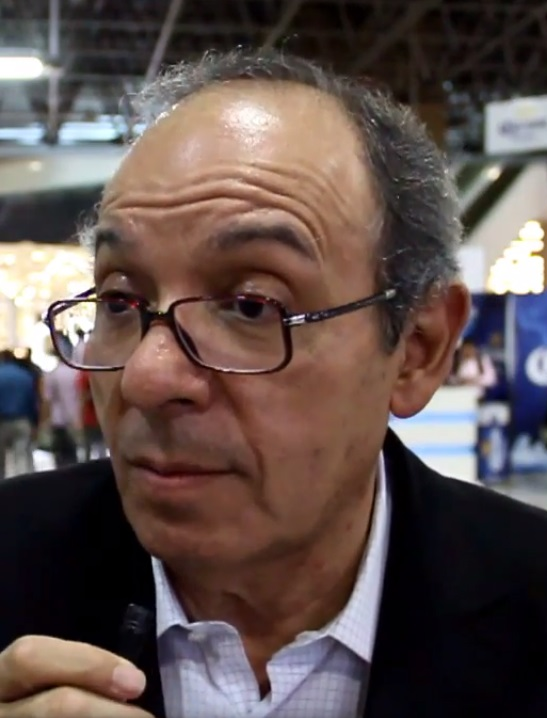
Héctor Aguilar Camín in 2012

Héctor Aguilar Camín (Chetumal, 9 juli 1946) is een Mexicaans schrijver, historicus en journalist.
Aguilar Camin studeerde informatiekunde aan de Ibero-Amerikaanse Universiteit en geschiedenis aan het college van Mexico. Hij heeft gewerkt als onderzoeker binnen het Nationaal Instituut voor Antropologie en Geschiedenis (INAH) en ontving in 1986 de nationale journalistiekprijs. Als historicus houdt hij zich voornamelijk bezig met de Mexicaanse Revolutie en de eigentijdse geschiedenis van zijn land. In 1992 overzag hij voor de Mexicaanse regering de uitgave van gratis schoolboeken voor het geschiedenisonderwijs, maar dat werd na kritiek op de kwaliteit van de boeken na enkele maanden gestaakt. Ook heeft hij geschreven voor La Jornada, Unomásuno, Reforma en Milenio.
- Bibsys: 90908980
- Biblioteca Nacional de España: XX4578433
- Bibliothèque nationale de France: cb120196563 (data)
- Catàleg d'autoritats de noms i títols de Catalunya: 981058522428906706
- CiNii: DA02942498
- Gemeinsame Normdatei: 11577484X
- International Standard Name Identifier: 0000 0001 2143 8296
- Library of Congress Control Number: n81038953
- Nationale Bibliotheek van Tsjechië: jn20010602629
- Nationale bibliotheek van Australië: 35808643
- Nationale Bibliotheek van Israël: 987007257430005171
- Nederlandse Thesaurus van Auteursnamen: 075155672
- Réseau des bibliothèques de Suisse occidentale: 02-A000004370
- Système universitaire de documentation: 028341295
- Virtual International Authority File: 93452605
- WorldCat: E39PBJyhd487G4f3jpJH9vqqQq